# Сурдук (перевал)
Сурдук (рум. Pasul Surduc, від угор. szurdok — «каньйон», також Лайнічі (рум. Pasul Lainici)) — гірський перевал в Румунії, у Південних Карпатах, на території повіту Горж. Перевал розділяє два гірські хребти: гори Вилкан на заході і гори Паринг на сході. На дні перевалу Сурдук протікає річка Жіу.
В 1947 році через перевал була відкрита дорога (DN66, частина E79) і залізниця, що сполучають Трансильванію з Волощиною, що проходять через 30 тунелів й декілька віадуків (два інші перевали в регіоні: Тіміш-Черна і  Турну-Рошу). У серпні 2005 року в цьому проході створено національний парк площею 110 км².